# Gempolsongo
Gempolsongo is een bestuurslaag in het regentschap Demak van de provincie Midden-Java, Indonesië. Gempolsongo telt 1371 inwoners (volkstelling 2010).